# ヘルマン・ビックス
ヘルマン・ビックス(ドイツ語: Hermann Bix、1914年10月10日 - 1986年7月31日)は、ドイツの軍人。最終階級はドイツ国防軍で曹長、ドイツ連邦軍で上級准尉。
第二次世界大戦では75輌以上の戦車を撃破した戦車エースとして知られ、その戦功から騎士鉄十字章を受章した。

## 経歴
ビックスは1914年10月10日にドイツ帝国盟主プロイセン王国シュレジエン地方のストシェルツェ・オポルスキエで生まれた。機械工学を専門とする職業学校へ通った後の1935年、ドイツ国防軍陸軍へ入隊した。第二次世界大戦が勃発すると、ポーランド侵攻やフランス侵攻に従軍、さらに1941年6月からのバルバロッサ作戦にも参戦した。10月20日には1級鉄十字章を受章している。しかし1942年8月22日、彼は地雷を踏み重傷を負った。ドイツ本国での治療後約1年半の間予備士官学校教官を務め上げ、再び第4装甲師団第35装甲連隊へ配属されて独ソ戦へ復帰した。
第4装甲師団は中央軍集団の配下にあり、ビックスはそこでV号戦車パンターに乗車し奮戦した。1944年6月にソ連側がバグラチオン作戦で大規模反攻を行ってからは、彼らは防衛戦に徹した。しかし8月に彼は再び戦闘中に負傷してしまい、それに伴って戦傷章銀章を受けている。10月から第4装甲師団は東プロイセン・ダンツィヒへ移り戦闘を継続した。その後、第4装甲師団に駆逐戦車ヤークトパンターが配属され、彼もパンターからヤークトに乗り換えている。11月4日、彼は町の一画でソ連の戦車を待ち伏せしていたが、しばらくの後彼は単独で行動し、結果として16両のソ連軍戦車を撃破した。
1945年1月から5月まで、ビックスはクールラント・ポケットに参戦した。そして彼は僅か61日間で75両の敵戦車を撃破する偉業を成し遂げた。その戦功により、3月22日に騎士鉄十字章を受章し、終戦間近には士官候補生にも挙げられた。
戦後、1956年から1970年までドイツ連邦軍に所属した。

## 叙勲
- 鉄十字章
  - 二級鉄十字勲章1939年章 (1940年5月30日)
  - 一級鉄十字勲章1939年章 (1941年10月20日)
- 戦傷章
  - 戦傷章黒章
  - 戦傷章銀章 (1944年8月18日)
- 1941年/1942年東部戦線冬季戦記章
- 戦車突撃章
  - 戦車突撃章50回 (1944年8月18日)
  - 戦車突撃章100回 (1945年3月22日)
- ドイツ十字章
  - ドイツ十字章金章 (1942年11月5日)[1]
- 騎士鉄十字章
  - 騎士鉄十字章 (1945年3月22日)[2]

## 登場作品
- ヘルマン・ビックス戦記 (2001年 - 2002年) - 小林源文による漫画作品。
- ミリ姫大戦 (2015年) - ブラウザゲーム。ビックスという名のキャラクターが存在する。